# Anicetus beneficus
Anicetus beneficus is een vliesvleugelig insect uit de familie Encyrtidae. De wetenschappelijke naam is voor het eerst geldig gepubliceerd in 1954 door Ishii & Yasumatsu.